# Evgoa dalmanii
Evgoa dalmanii är en skalbaggsart som beskrevs av Olof Immanuel von Fåhraeus 1872. Evgoa dalmanii ingår i släktet Evgoa och familjen långhorningar.
Artens utbredningsområde är Moçambique. Inga underarter finns listade i Catalogue of Life.